# Józef (Żuk)
Józef, właśc. Józef Żuk (ang. Joseph Zuk, Joseph Zhuk, Joseph Žuk; ukr. Йосиф Жук; ur. 24 grudnia 1872 w Podkamieniu, zm. 23 lutego 1934 w St. Petersburg) – amerykański duchowny prawosławny, biskup Ukraińskiego Kościoła Prawosławnego w Ameryce.

## Życiorys
Józef Żuk był Ukraińcem. Urodził się w Królestwie Galicji i Lodomerii w rodzinie greckokatolickiej. Po ukończeniu seminarium duchownego we Lwowie i święceniach kapłańskich został skierowany do pracy w diecezji stanisławowskiej. Był sekretarzem biskupa Andrzeja Szeptyckiego. Następnie udał się na uzupełniające studia doktoranckie do Collegium Canisianum w Innsbrucku.
Po powrocie z Tyrolu był wykładowcą teologii na Uniwersytecie Franciszkańskim we Lwowie. Od 1902 roku był prefektem greckokatolickiego seminarium duchownego we Lwowie, a w latach 1907–1908 jego rektorem. Jego zdolności zostały docenione przez Stolicę Apostolską. W 1908 roku papież Pius X powołał go na stanowisko protonotariusza apostolskiego i greckokatolickiego wikariusza apostolskiego w Bośni. W latach 1914–1920 pełnił obowiązki rektora cerkwi św. Barbary w Wiedniu. Pod koniec I wojny światowej piastował stanowisko greckokatolickiego nuncjusza apostolskiego dla terenów Ukrainy. W 1921 roku w związku potrzebą organizacji duszpasterstwa dla wiernych obrządku bizantyjskiego w Ameryce Północnej, na polecenie papieża Benedykta XV, udał się do Stanów Zjednoczonych Ameryki. Pracował na parafiach greckokatolickich w: Syracuse, Passaic, Allentown, McAdoo i w Carnegie.
Był krytycznie nastawiony do marginalizowania przez hierarchię Kościoła katolickiego w Stanach Zjednoczonych kwestii pracy duszpasterskiej w obrządkach wschodnich. Za swoje postępowanie, a zwłaszcza za sprzeciwienie się latynizacji ustroju Kościoła greckokatolickiego był w konflikcie ze swoimi przełożonymi. W 1927 roku, w sprzeciwie wobec polityki kościelnej, a dotyczącej wprowadzenia obowiązkowego celibatu księży unickich, odszedł z grupą duchownych z Kościoła katolickiego i przeszedł na prawosławie. W 1929 roku został liderem Ukraińskiego Kościoła Prawosławnego w Ameryce (UOCA), a w 1931 roku został wybrany jego biskupem-elektem. W 1932 roku przystąpił z podległymi sobie parafiami do Amerykańskiego Ortodoksyjnego Kościoła Katolickiego (AOCC) i został konsekrowany przez arcybiskupa Afimiosa (Ofiesh) biskupem New Jersey. Został tym samym pierwszym ukraińskim eparchą ortodoksyjnym w Stanach Zjednoczonych Ameryki.
W 1933 roku arcybiskup Aftimios (Ofiesh) popadł w ekskomunikę za złamanie kanonów prawosławia, gdy poślubił Mariam Namey. Po tym zdarzeniu doszło do sporu co do dalszego losu zwierzchnika w Kościele. Józef (Żuk) i Ignacy (Nichols) zwołali sobór biskupów AOCC, w którym naprędce zbadali sprawę i stwierdzili ważność małżeństwa. Uznali jednak arcybiskupa za emerytowanego. Pociągnęło to za sobą rozpad Amerykańskiego Ortodoksyjnego Kościoła Katolickiego, gdyż przeciwko takiemu rozwiązaniu sprzeciwił się stanowczo eparcha Los Angeles, Sofroniusz (Beshara).
W 1932 roku biskup Józef (Żuk) podupadł na zdrowiu. Podjął leczenie sanatoryjne w Dennisville, które jednak nie dało rezultatu. Na początku 1934 roku postanowił przeprowadzić się z Nowego Jorku na Florydę. Miał nadzieję iż klimat podzwrotnikowy wpłynie na poprawę kondycji organizmu. Zmarł jednak w miesiąc po przenosinach.
Według niektórych źródeł za pogarszający się stan zdrowia biskupa Józefa (Żuka) w latach 1932-1934 odpowiedzialne były radzieckie służby specjalne inwigilujące w tym czasie środowiska prawosławnych w Stanach Zjednoczonych Ameryki. Szybko postępującą chorobę i śmierć ukraińskiego eparchy miała wywołać trucizna dodana do obiadu biskupa przez jednego z agentów OGPU na bezpośredni rozkaz z Kremla.
Uroczysty pogrzeb biskupa Józefa (Żuka) odbył się w Carteret. Przewodniczył mu arcybiskup Athenagoras (Spyrou). Pochowano go pierwotnie na St. Mary’s Greek Catholic Cemetery w Perth Amboy. W 1939 roku szczątki przeniesiono na Clover Leaf Memorial Park w Woodbridge.